# Jezioro Lubiechowskie
Jezioro Lubiechowskie – jezioro w Polsce w województwie kujawsko-pomorskim, w powiecie włocławskim, w gminie Kowal, leżące na terenie Kotliny Płockiej. Jezioro położone jest na terenie Gostynińsko-Włocławskiego Parku Krajobrazowego.

## Dane morfometryczne
Powierzchnia zwierciadła wody wynosi 16,6 ha.
Zwierciadło wody położone jest na wysokości 72,2 m n.p.m. Średnia głębokość jeziora wynosi 2,2 m, natomiast głębokość maksymalna 3,2 m.
Na podstawie badań przeprowadzonych w 2001 roku wody jeziora zaliczono do III klasy czystości i umieszczono poza kategorią w kategorii podatności na degradację.

## Hydronimia
Według urzędowego spisu opracowanego przez Komisję Nazw Miejscowości i Obiektów Fizjograficznych (KNMiOF) nazwa tego jeziora to Jezioro Lubiechowskie.